# 六戸町立六戸中学校
六戸町立六戸中学校（ろくのへちょうりつ ろくのへちゅうがっこう）は、青森県上北郡六戸町犬落瀬にあった公立中学校である。

## 概要
上北郡六戸町の中心部にある中学校。主に六戸町立六戸小学校からの児童が進学してくる。全校生徒は、98人（2024年度の閉校時点）。

## 沿革
- 1947年（昭和22年）
  - 4月1日 - 六戸村立六戸中学校創立[2]。七百分校と岡沼分校を設置する。
  - 4月21日 - 開校式挙行。
- 1948年（昭和23年）7月10日 - 校章制定。
- 1952年（昭和27年）4月1日 - 特別教室2教室増築。
- 1949年（昭和24年）4月1日 - 七百・岡沼両分校が統合し、新たに七百中学校として開校。
- 1957年（昭和32年）10月1日 - 六戸村の町制施行により、六戸町立六戸中学校と改称。
- 1962年（昭和37年）10月10日 - 2教室増築。
- 1970年（昭和45年）1月19日 - 新校舎第一期工事が完成し、移転。ただし、体育館は未完成。
- 1971年（昭和46年）2月9日 - 体育館及び新校舎落成式挙行。
- 1996年（平成8年）4月 - 町内中学校での学校給食開始。
- 2011年（平成23年）3月 - 校舎耐震補強改修工事完成。
- 2024年（令和6年）10月27日 - 閉校式典挙行[1]。
- 2025年（令和7年）3月31日 - 本校を含む町内全小中学校を統合した六戸町立義務教育学校六戸学園開校により閉校[3]。

## 学区
高屋敷、高舘、上町、南町1、南町2、中町、押込町、下町、舘野、林、高見、柴山、上吉田、入口、中堤、長谷、下吉田1、下吉田2、赤田、米沢、赤石、小平、柳町、鶴喰、折茂、折茂新田、川原新田

## 周辺
- 国道45号
- 青森県道20号八戸三沢線
- 六戸メイプルスタジアム
- 総合運動公園
- 舘野公園
  - さつき沼
- 六戸町営野球場
- 六戸町総合体育館
- 六戸町役場

## アクセス
- 六戸町民バス「長谷・米沢線」・「織茂線」・「鶴喰・小平線」で、「六戸中学校」バス停下車後、すぐそば。
- 青い森鉄道青い森鉄道線三沢駅から、六戸町民バス「三沢駅乗入線」で、「（六戸町）役場」バス停下車後、徒歩約360m・約6分。
- 百石道路・第二みちのく有料道路下田百石ICから、国道45号経由で、車で約8.9km・約15分。

## 参考資料
- 『青森県教育史 別巻』（青森県教育委員会・1973年12月20日発行「学校沿革 中学校」919頁「六戸中学校」（一部記載分除く）